# Hermann Jansen
Hermann Jansen, född 28 maj 1869, död 20 februari 1945, var en tysk arkitekt.
Jansen var professor vid Tekniska högskolan i Berlin, och arbetade huvudsakligen med stadsplaner. Han har bland annat uppgjort generalplaner för Stor-Berlin (1910), Ankara (1929) och Madrid (1930).